# Ніин

ніин (хангиль)

Ніин (знак: ㄴ; кор. 니은 [ni.ɯn]) — літера корейського алфавіту, друга за порядком, прийнятим у КНДР і третя за порядком, ухваленим у Південній Кореї.
Між голосними; на початку слова перед голосними та дифтонгами; перед усіма приголосними і після них, крім ріиль і наприкінці слова позначає передньомовний носовий приголосний [n]. 
Перед ріиль позначає альвеолярний латеральний апроксимант [l] (наприклад у слові 문리 ніин вимовляється аналогічно як у слові 물리), після ріиль - ль.
Графічно корейський ніин є омогліфом тамільської церебральної ітанни .
В Unicode для набору ㄴ використовується комбінація U+3134